# Borgo Viatosto
Il Borgo Viatosto è uno dei Borghi, Rioni e Comuni che partecipano la prima domenica di settembre al Palio di Asti. Dista circa 2,5 km dal centro della città di Asti.

## Le prime notizie
Il Borgo Viatosto compare per la prima volta in un documento del 1129, in un atto di vendita fondiaria con il toponimo di "Rivarotta".

Dal documento si evince che la località in quel periodo era principalmente ricca di terreni "a coltivo".

L'espansione del Borgo però, avvenne già alcuni decenni dopo, infatti nel diploma dei privilegi concessi dal Barbarossa al Comune di Asti del 1159, nell'elenco delle località appartenenti alla giurisdizione astese,  compare anche la località di Ripa rupta.

L'espansione del Borgo fu ancora più evidente in un documento di Ogerio Alfieri del 1190, dove la località è citata come "Villam Ripaerupte". È probabilmente pure di questo periodo la costruzione della Chiesa di Viatosto, che viene citata per la prima volta, in un documento del 1194.
La chiesa, probabilmente, era stata edificata con l'aiuto di alcune famiglie nobili di Asti che in seguito edificarono la loro cappella nella chiesa.
Possiamo annoverare sicuramente tra  le famiglie nobili astigiane che avevano interessi nel borgo,  i  Re o De regibus che erano  proprietari di alcuni terreni  e  gli Asinari, di cui è noto il testamento di Emanuele Asinari del 1343 che legava tutti i suoi beni alla "Ecclesie Sancte Marie de Riparupta".

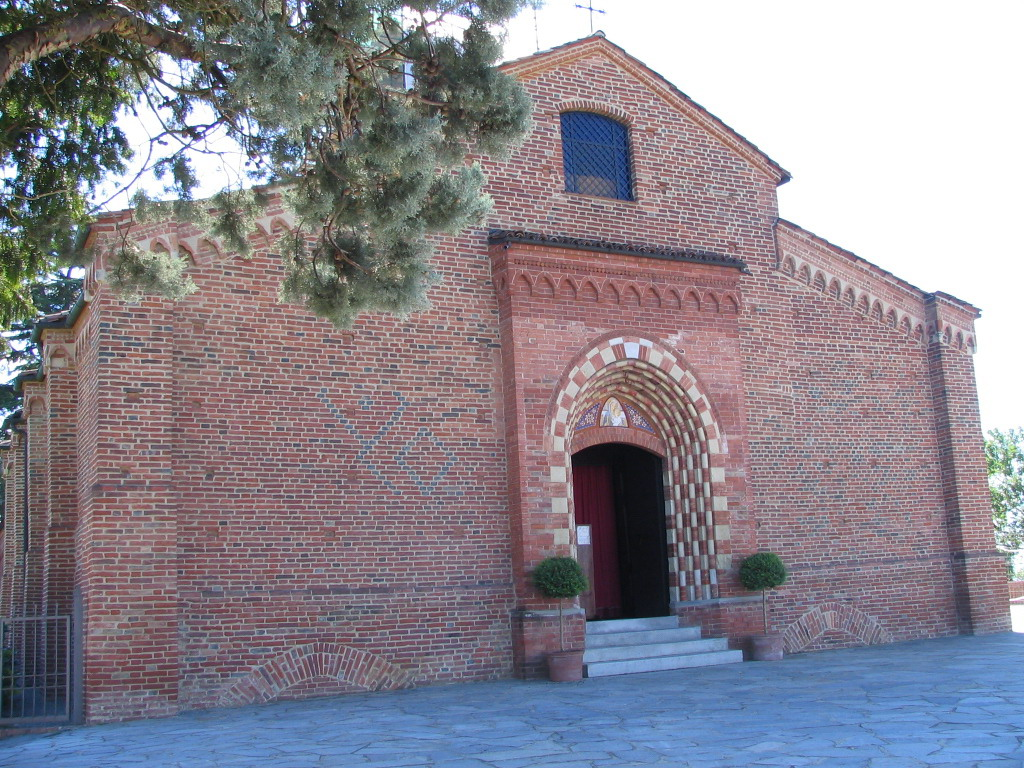
La chiesa di S.Maria di Viatosto

## Il nome Viatosto
(Nicola Gabiani)
Fino alla metà del XV secolo, la chiesa mantenne il nome originario e soltanto più tardi comparve nel "Calendario della Cattedrale" con il nome di Santa Maria "Ayatost" (aiuta tosto), che in seguito si mutò in Viatosto.
La leggenda vuole che gli abitanti del Borgo, per scampare alla peste del 1340, fecero voto alla Madonna di ampliare la chiesa e, via tosto (ayatost, via presto), il morbo scomparve da tutta la città.
Nel 1428 essendo la chiesa sprovvista di parroco, il vescovo Gattinara la incorporò alle rendite della Cattedrale e le messe vennero officiate da un sacerdote del Capitolo.

## La Confraternita di Viatosto

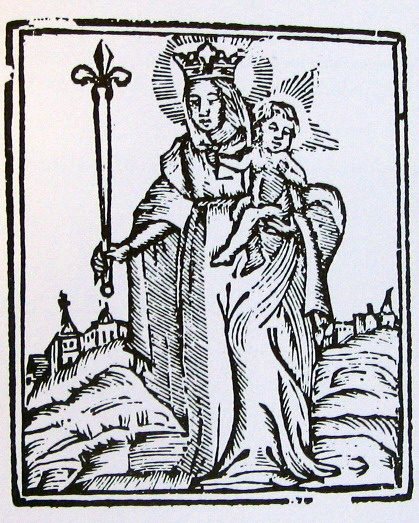
Asti, la Madonna di Viatosto, incisione fine Settecento tratta da un documento della confraternita

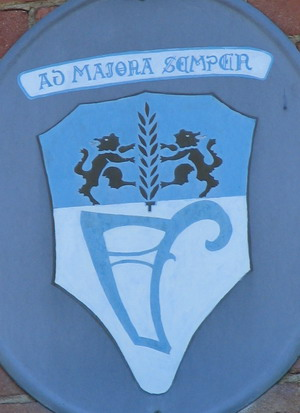

Nel 1660, il Papa Alessandro VII autorizzò la nascita di una Confraternita sotto l'invocazione di Maria Ausiliatrice.

Questa era una confraternita di estrazione rurale visto che la maggior parte dei Borghigiani viveva col lavoro dei campi e della vendemmia.
Nel periodo tra il XVI e XVII secolo la Confraternita partecipò alla corsa Palio di Asti, ed a tutti gli effetti può essere considerata l'antenata del Borgo Viatosto.

Nel 1916, la chiesa di Viatosto fu nuovamente innalzata a dignità parrocchiale.

## Lo stemma
Il Borgo Viatosto presenta uno stemma bianco azzurro con al centro una V stilizzata,una spiga d'oro, sostenuta da due leoni dorati.

Il Borgo mutua i colori da quelli tradizionali della sua antica Confraternita.

La rappresentazione dei leoni che sostengono la spiga di grano derivano da uno stemma posto su di un capitello all'interno della chiesa.

## Le vittorie al Palio
- 25 aprile 1743, vinse la Confraternita di Viatosto col fantino Antonio Ranco, su cavallo italiano.
- 9 aprile 1777, Stefano Giuseppe Incisa, sul suo "Giornale di Asti" così scrive:

- 1931, il Borgo Viatosto vinse con il fantino Giovanni Curti
- Nella prima edizione della ripresa del Palio (1967) il Borgo Viatosto corse in sodalizio con il Borgo Don Bosco con i colori giallo-blu, vincendo il Palio. Il fantino era Pietro Altieri detto Petruzzo sul cavallo Gavin.

L'alleanza col Don Bosco fu fruttuosa, perché permise ai due borghi di aggiudicarsi altre due edizioni del Palio:
- 1971, col fantino Giovanni Manca detto Gentleman sul cavallo Via Veneto
- 1980, con Mariano Zedda detto Pepe sul cavallo Skat/Imprevisto

Nel 1981 il Borgo Viatosto si staccò definitivamente dal Don Bosco riappropriandosi dei colori bianco azzurro con cui si era presentato al Palio fin dal XVIII secolo.